# KeePassXC
KeePassXC és un gestor de contrasenyes gratuït i de codi obert. Va començar com un fork de la comunitat de KeePassX (un port multiplataforma de KeePass).
Es construeix amb biblioteques Qt5, la qual cosa la converteix en una aplicació multiplataforma que es pot executar a Linux, Windows, macOS i BSD.
KeePassXC utilitza el format de base de dades de contrasenyes KeePass 2.x (.kdbx) de manera nativa. També pot importar (i convertir) la versió 2 i les bases de dades KeePass 1 (.kdb) més antigues. KeePassXC admet tenir fitxers clau i resposta de desafiament YubiKey per a una seguretat addicional.
L'⁣Electronic Frontier Foundation esmenta KeePassXC com "un exemple de gestor de contrasenyes de codi obert i gratuït". A finals de 2022 es va completar una revisió de seguretat de la versió 2.7.4 de KeePassXC.
Hi ha disponible una extensió de navegador per a Firefox, Tor-Browser, Google Chrome, Vivaldi, Microsoft Edge, i Chromium. Les extensions es poden enllaçar activant la integració del navegador a l'aplicació d'escriptori.